# Стёпушкин, Дмитрий Фёдорович
Дми́трий Фёдорович Стёпушкин (3 сентября 1975, Воронеж — 30 июня 2022, Москва) — российский бобслеист, заслуженный мастер спорта.

## Спортивные достижения
Олимпийские игры
- 2006 — 9-е (четверки)

Чемпионат мира
- 2003 — 3-е (четверки)
- 2005 — 2-е (четверки)
- 2006 — 2-е (четверки)
- 2007 — 6-е (четверки)
- 2008 — 2-е (четверки)

Чемпионат Европы
- 2006 — 1-е (четверки)
- 2007 — 2-е (четверки)
- 2009 — 1-е (четверки)

Кубок мира
- 2005 — 1-е (четверки)
- 2006 — 2-е (четверки)
- 2007 — 1-е (четверки)

Чемпионат России
- 2003 — 1-е (четверки)
- 2004 — 1-е (четверки)
- 2005 — 1-е (четверки), 1-е (двойки)
- 2007 — 1-е (четверки)
- 2008 — 1-е (четверки)

## Награды и звания
- Заслуженный мастер спорта России